# My Hero (film 1922)
My Hero è un cortometraggio muto del 1922 diretto da John G. Blystone che ha come interprete principale il popolare attore comico inglese Lupino Lane.

## Produzione
Il film fu prodotto dalla Fox Film Corporation.

## Distribuzione
Distribuito dalla Fox Film Corporation, il film - un cortometraggio in due bobine - uscì nelle sale cinematografiche USA il 19 novembre 1922.